# Église Saint-Nicolas de L'Hôtellerie
Pour les articles homonymes, voir Église Saint-Nicolas.
L'église Saint-Nicolas est une église catholique située à L'Hôtellerie, en France. Elle est partiellement inscrite au titre des monuments historiques.

## Localisation
L'église est située dans le département français du Calvados, dans le bourg de L'Hôtellerie.

## Architecture
La charpente du XVIe siècle est inscrite au titre des Monuments historiques depuis le 19 juillet 1926.

## La croix du cimetière
La croix située dans le cimetière est inscrite au titre des Monuments historiques depuis le 19 juillet 1926.